# マッチオフィシャル

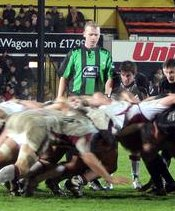
スクラム時のレフリー

マッチオフィシャル（Match Officials）は、ラグビーユニオンにおいて、1名のレフリー（主審、referee）と、少なくとも 2名のタッチジャッジ（touch judges）または 2名のアシスタントレフリー（副審、assistant referees）からなる審判員（審判団）のことである。
タッチジャッジは 、タッチに関するプレーとキックによるゴール成否の判定に責任を持つ 。アシスタントレフリーは、タッチジャッジの任務に加えて、レフリーの指示に従い、不正なプレーの報告など、レフリーの補佐を行う。試合によってはテレビジョンマッチオフィシャル（TMO; Television Match Official）・ファウルプレーレビューオフィサー（Foul Play Review Officer）が加わり、ビデオ判定によってレフリーにその情報を伝える。

## 歴史
1823年にイギリスのラグビー校でラグビーが発祥してから、しばらくは公式のレフリーは存在しなかった。
ラグビーのレフリーが設けられる前は、試合前に両チームのキャプテンがルールを定め、試合中はプレーしながら（プレーの切れ目で）キャプテン2人で仲裁を行った。これにより、反則発生時点でもプレーをすぐ止めない試合進行が一般的になり、現在でも、相手チームの反則によって自チームが有利になった際にもプレーを止めない、ラグビーユニオンにおける「アドバンテージ（advantage）」ルールの由来になった。
1884年にスコットランドとイングランドの国際試合でトライ判定が争われ、翌年の国際大会にスコットランドが出場を拒否するなど大きく紛糾した。これをきっかけに、1892年に国際ラグビーフットボール評議会（IRB、International Rugby Board）が設立された。これ以降、ラグビーユニオンでのルールは、ジャッジを簡単で一貫性のあるものにするために、各試合に1人のレフリーと2人のタッチジャッジを義務付けるよう変更された。
大きな大会や試合では、アシスタントレフリーがタッチジャッジを担当することがあり、さらにアシスタントレフリー2名を用意したり、時間管理担当のタイムキーパーを置いたりする場合がある（後述）。
それ以降は審判員の役目はほとんど変わらなかったが、2000年以降にビデオ記録と会場内での放映、通信機器使用が大幅に増加し、テレビジョンマッチオフィシャル（TMO、Television Match Official）が導入された。
ラグビーユニオンでの最初のTMO導入は、1995年南アフリカ国内の地域協会リーグ戦「Blue Bulls Carlton League」の決勝戦である。国際大会では、2003年10月開催のワールドカップ2003から。日本国内では、2008年11月16日の日本代表対アメリカ代表戦から。国内リーグでは、ジャパンラグビートップリーグ2008-2009のうち、2009年2月開催のプレーオフトーナメント「マイクロソフトカップ」で新たに導入された。
ワールドカップ2023からは正式に「ファールプレーレビューオフィシャル（Foul Play Review Official）」が導入された。イエローカード判定された選手が、より危険なプレーでレッドカード相当であるかどうかを、TMOとは別に、マッチオフィシャル（ファールプレーレビューオフィサー（Foul Play Review Officer））が8分間の時間をかけて試合画像をもとに判定する。ファールプレーレビューオフィシャルの検討の間、プレーは中断されずに進行できる。日本ではジャパンラグビーリーグワン2023-24シーズンから導入された（TMOがない3部リーグを除く）。

## 装備

### 必須なもの

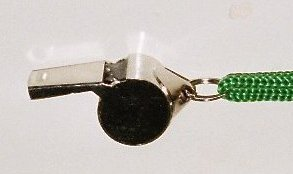
レフリーが吹くホイッスル

ラグビーユニオンの審判員は、試合中に以下の装備を必須とする。
- コイン - レフリーは、試合前に双方のチームキャプテンとコイントスを行い、どちらがボールを最初に蹴るか、どちらのエリアを取るかを決める。
- ホイッスル - レフリーが使用する[1]。
- レッドカード - レフリーが、反則した選手に「退場」を伝える際に使用[18][19]。「20分間の退場（20分レッドカード）」を伝える際も同じ。
- イエローカード - レフリーが、反則した選手に「10分間の退場（シンビン）」を伝える際に使用[18][20]。ファウルプレーレビューオフィシャルによってレッドカード相当かを判定させる際には、イエローカードを示してから、レフリーが両腕をクロスするアクションを行う[21][22]。
- 時計 - レフリーが、時間を計る責任を負う。大きな試合では別途タイムキーパーが設けられて時間管理をするが、その際もレフリーは自分で時間を計測する必要がある。
- スコアカード - レフリーには、スコアを記録する責任がある。大きな試合では他のスタッフが行うのが普通だが、レフリーはスコアに責任を負い、自分でも記録を行う。
- フラッグ - タッチジャッジまたはアシスタントレフリー（副審）は、それぞれ旗を持つ[1]。

### 他の装備
- ユニフォーム - レフリーほか審判員は、選手と間違われないように、双方のチームとは異なる色で目立つユニフォームを着用する。
- シューズ - フィールド内を素早く動けるように、選手と同様のシューズを直用する。
- イアホンとマイク - 大きな試合では、他の審判員やスタッフとの連絡に、通信機器を使用する。またテレビジョンマッチオフィシャル（TMO）との連絡も行われる。

## 任務

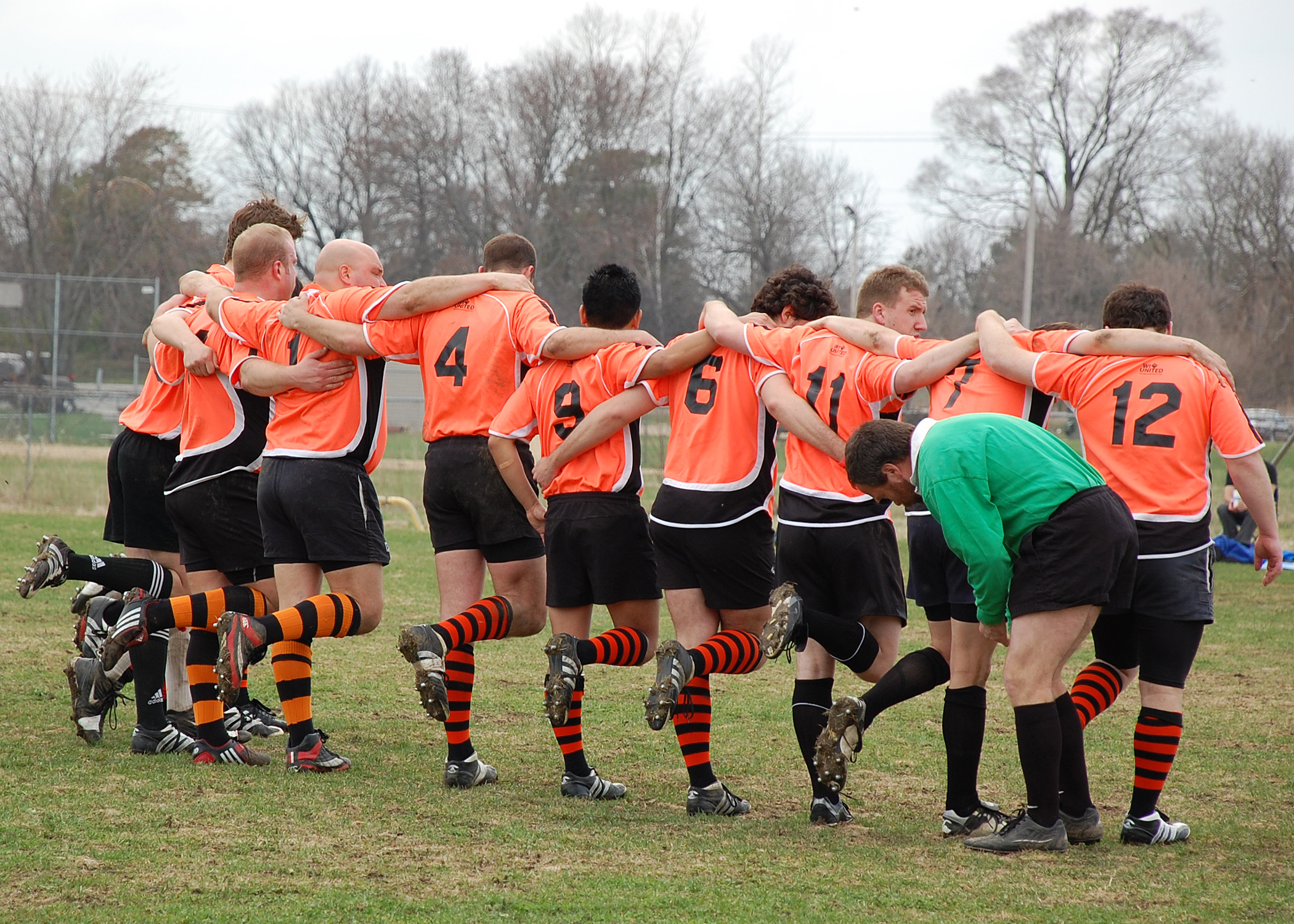
プレーヤーが履くシューズのスパイクを確認するレフリー

出典

### レフリー（主審）
- 試合主催者がレフリーを指名する。レフリーの指名がなければ、両チームが協議しレフリーを決定する。
- プレーヤーの服装とスタッド（シューズのスパイク）が競技規則第4条[23]および協会規則・大会規則[24]に従っているか点検しなければならない。
- 両チームのキャプテンを呼び、トスを行わせる。一方のキャプテンが硬貨を投げ、他方のキャプテンが表裏を当てる。トスの勝者は、キックオフか、サイド（前半の陣地）かのいずれかを選択する。

#### 試合中
- レフリーは、試合中において唯一の事実の判定者であり、競技規則の判定者となる。
- レフリーは時間を管理する。大きな大会では、試合主催者がタイムキーパーを用意する。
- レフリーは、得点を管理する。
- レフリーは、プレーヤーと交替要員が競技区域へ入る際、安全とみなすときに認める。
- レフリーは、プレーヤーが競技区域から退出するときの許可を与える。
- レフリーは、アシスタントレフリーに対して、意見を求めることができる。また、レフリーの補佐を求めることができる。
- レフリーは、タッチジャッジやアシスタントレフリーによる判断を、変更することができる 。

#### 試合後
- レフリーは、得点結果を両チームと試合主催者に報告する。
- プレーヤーの退場があった場合、レフリーはその不正なプレーに関し、試合主催者に文書で速やかに報告する。

### タッチジャッジ、アシスタントレフリー（副審）
出典
- すべての試合に、2名のアシスタントレフリー、または、2名のタッチジャッジがいる。試合主催者による指名がない場合には、両チームがタッチジャッジを1名ずつ出す。
- ゴールキックの際、アシスタントレフリーまたはタッチジャッジは、ゴールポストの下、および後方に立つ。ボールがクロスバーを越え、ゴールポストの間を通った場合、旗を上げ合図する[25]（ゴール失敗の場合は何もアクションをしない）。
- ボールまたはボールを持った選手が、タッチまたはタッチインゴールに入った場合、アシスタントレフリーまたはタッチジャッジは旗を上げる。ボールを投げ入れる地点に立ち、旗を持たない腕で、投げ入れる権利があるチームの方を示す[25]。ボールが正しく投入されたら、旗を下ろす。
- アシスタントレフリーは、不正なプレーがあったことを、旗を上げて示す[25]。レフリーに呼ばれたら、反則をレフリーに報告するために競技区域に入ることができる。その後、レフリーは適切な対応を取る。
- アシスタントレフリーやタッチジャッジは、レフリーの指揮下にある。レフリーはタッチジャッジ、または、アシスタントレフリーの職務に関して指示することができ、またその決定をくつがえすことができる。
- ラインアウトでボールが正しく投げ入れられたかを決定するのは、アシスタントレフリーやタッチジャッジではなく、レフリーである。
- 試合主催者は、代理となる第3タッチジャッジ、第3アシスタントレフリーを指名できる。試合中、彼らは競技区域の周辺に待機する。

### テレビジョンマッチオフィシャル (TMO)
- ビデオ判定する審判員を「テレビジョンマッチオフィシャル（TMO、Television Match Official）」という[26]。
- 危険なプレーやトライの判定が微妙な時や、タッチラインを超えているかなどについて、様々な方向から撮影されたプレイ映像を試合会場の大きなスクリーンで再生し、判定をする[2]。
- レフリーの合図で、TMOがビデオ再生の準備を始める[27]。TMO中のマッチオフィシャルの会話は、通常、テレビ中継で聞くことができる。会場内では会話音声は流れない。
- 国代表試合（テストマッチ）、国際大会、大きな国内リーグ戦において、大きなビジョンが設置してある会場での試合で導入される。日本国内大会では、社会人リーグワンのDIVISION1（1部）とDIVISION2（2部）で実施。大学では全国大学ラグビーフットボール選手権大会（大学選手権）の決勝戦で実施している。

### ファウルプレーレビューオフィサー
- ワールドラグビーは、2023年7月29日から、TMOによる「ファウルプレーレビューオフィシャル（Foul Play Review Official）」を導入した[28][2]。
- 担当審判員を「ファウルプレーレビューオフィサー（Foul Play Review Officer）」と呼ぶ[2][29]。
- 反則選手にイエローカードを出したレフリーが顔の前で両腕をクロスさせ[22][30]、シンビン（10分間の退場）を宣言。この時に提示されたカードは「Minimum Yellow（＝少なくともイエロー判定）」とも呼ばれる。
- その後、TMOが8分間以内で担当審判員が別室でそのプレイ映像を詳しく分析するオフフィールドレビュー（Off Field Review）を行う（この間の作業を「Under Review」「Review In Progress」ともいう）。担当審判員による分析により、反則プレイの危険性によっては「20分レッドカード（20分の退場）[31][32]」「レッドカード」へ判定が変更され（これをupgradedなどという[33]）、レフリーはチームキャプテンにレッドカードを示し通告する。
- このように試合を長く中断することなく、裏で独立して分析を行うことから、試合中断の時間が短縮され、頭部などに対する危険なプレイへの的確な判定が行える[34]。
- 導入初期には、「TMOバンカー（TMO Bunker）」「バンカーシステム」などと呼ばれた[35]。

### タイムキーパー
時間をレフリーに伝えるためにタイムキーパーが任命されることがある。これを「タイムキーパー制」という。レフリーとは別に、時間管理を行う専門担当者を置き、レフリーと連携し、競技の時間を明確にする制度で、ワールドカップなど大きな大会では必ず導入される。レフリーは片手を挙げて笛を吹き、タイムキーパーに時計の停止・再開を伝える。タイムキーパーは、前半・後半の終了時に、合図のホーンを鳴らす。
日本の大会では、2007年10月から開幕のジャパンラグビートップリーグ2007-2008でタイムキーパー制が採用され、これにより、2008年3月開催の第45回日本ラグビーフットボール選手権大会の準決勝・決勝が、日本選手権大会初のタイムキーパー制になった。

### インゴールジャッジ
ラグビーユニオンの7人制において、ボールがインゴールでレフリーやプレーヤー以外の人に触れた場合に、触れなかった場合のプレーを判断し、トライ、または、タッチダウンを与える。2023年5月、ルーリング2023-1「競技規則第6・21条 ボールのグラウンディング」で明確化された。

## スポンサー
2024年4月現在
- エミレーツ航空 - ワールドラグビーは、マッチオフィシャルのエリート育成プログラム「エミレーツ・ワールドラグビーハイパフォーマンスマッチオフィシャル」の冠スポンサーを、2013年から2027年まで務める[41]。2007年から2027年までワールドカップのワールドワイドパートナーとなっているため、ワールドカップ男子大会は2011年から、女子大会は2018年から、レフリーたちマッチオフィシャルのジャージに「Emirates」のロゴが入っている[42][43][44][45][46][47]。また、2025年アジアラグビーマッチオフィシャルへのスポンサーとなっている[48]。
- 大和証券 - ジャパンラグビーリーグワンのレフリーは、2022年大会設立以来、大会オフィシャルパートナーである大和証券のロゴをジャージにつけている[49][50][51]。

## 日本のマッチオフィシャル

### 資格の種類
日本におけるマッチオフィシャル（MO）資格の種類は、以下の通り。MO資格が無くても、タッチジャッジは行える。
- スタートレフリー：ラグビーの審判員を志す者に対して与えられる資格。これを取得すると、各協会主催公式戦のタッチジャッジ、コンタクトを伴わないラグビー（タグラグビーなど）のレフリーを務めることができる。
- ミニラグビーレフリー（MRR）：12歳以下のラグビー（ミニラグビー）の試合を担当するための資格。この資格を取得すると、スタートレフリーの担当に加えて、各協会主催のミニラグビー試合のレフリーを務めることができる。
- C級レフリー：MRRの担当試合に加えて、都道府県協会主催の中学生年代（ジュニアラグビー）以上の試合で審判員を務めることができる。
- B級レフリー：C級の担当試合に加えて、支部協会（関東ラグビーフットボール協会・関西ラグビーフットボール協会・九州ラグビーフットボール協会）主催公式試合の審判員を務めることができる。
- A級レフリー：B級の担当試合に加えて、日本ラグビーフットボール協会主催試合の審判員を務めることができる。また、ジャパンラグビーリーグワンのレフリーも務める。

2020年度から審判資格制度を整備し、登録制度と4年に1度の更新制度を設けている。ただしスタートレフリーについては更新制度が無く、4年ごとにオンライン受講により資格取得を行うことが必要。

### パネルレフリー
- ジャパンラグビーリーグワンや各種大会において、比較的大人数のレフリーが一定期間必要とされる際に「パネルレフリー」として数人から十数人規模でA級レフリーが選抜・招へいされることがある[55][56][57]。「パネル（panel）」とは「選抜された」「招待された」という意味。

### 育成制度
日本ラグビーフットボール協会では、ハイパフォーマンス部門に審判グループを設置している。審判グループレフリーマネージャーは、久保修平（2023年6月1日 - ）。
2021年4月、日本ラグビーフットボール協会は、MO（マッチオフィシャル）資格制度を以下のように整備した。
- 「スタートレフリー資格」を設け、オンライン講座受講による資格取得から実際のMO活動開始までを行える。12歳以上18歳以下でもこのMO資格を取得できるようになり、ワールドラグビーコーチオブマッチオフィシャル[61]（CMO、レフリーをコーチする資格を持つ者）と共に活動をすることを条件に、中学生・高校生がレフリー活動を志すことが可能になった[62]。
- スタートレフリー資格取得後、都道府県協会が開催するC級レフリーおよびミニラグビーレフリー（MRR）の資格認定講習会に進むことができる。
- C級レフリーは、支部協会（関東ラグビーフットボール協会、関西ラグビーフットボール協会、九州ラグビーフットボール協会）が開催するB級レフリー資格認定講習会に進むこともできる。
- A級レフリー資格は、リーグワン（旧トップリーグ）を担当するレフリーが持っている。これに加え、大学・クラブ・高校・ジュニア・ミニなどでのレフリー活動を評価し、リーグワン以外を担当していてもA級レフリー資格を与える流れが検討されている。
- レフリーコーチの資格も設け、ワールドラグビーコーチオブマッチオフィシャル（CMO）[61]のレベル1とレベル2の資格を持つ者に、レフリーの育成・強化の業務を任せる[53]。

#### 大学生A級レフリー
- 2021年2月28日、社会人公式大会「トップチャレンジリーグ2021」栗⽥⼯業ウォーターガッシュ対近鉄ライナーズの対戦で、大学1年生（19歳）の古瀬健樹（当時、関東協会B級レフリー）がレフリーを担当した。大学生によるシニア大会レフリーは初めて[63]。同年10月には最年少（大学2年生・19歳）で日本協会A級レフリーとなり、リーグワン2022シーズンからレフリーを担当している[64]。

## 国際試合マッチオフィシャル
国際試合でマッチオフィシャルを担当した日本人一覧。以下のほか、外国の国内大会などでの競技会に派遣されるレフリーがいる。
ワールドカップ2019（日本大会）・ワールドカップ2023（フランス大会）では、日本人レフリーは起用されていない。2027年・2031年のワールドカップを目指し、日本ラグビーフットボール協会はレフリーの強化育成を進めている。
| 担当日               | 氏名              | 役職                           | 大会名                                                                 | 担当試合                                | 備考                                                   |
| -------------------- | ----------------- | ------------------------------ | ---------------------------------------------------------------------- | --------------------------------------- | ------------------------------------------------------ |
| 1991年               | 八木宏器          | アシスタントレフリー           | ワールドカップ1991                                                     |                                         | [ 68 ] [ 69 ]                                          |
| 1995年6月3日         | 齋藤直樹          | レフリー                       | ワールドカップ1995                                                     | プール戦（オーストラリア対ルーマニア）  | [ 68 ] [ 70 ] [ 71 ] [ 72 ] [ 73 ]                     |
| 1999年               | 岩下真一          | アシスタントレフリー           | ワールドカップ1999                                                     | 2試合                                   | [ 68 ] [ 74 ] [ 75 ]                                   |
| 2012年2月            | 麻生彰久          | レフリー                       | IRB HSBC SEVENS WORLD SERIES Las Vegas2012                             | 全日程のうちいくつかの試合              | [ 76 ]                                                 |
| 2012年3月            | 谷口かずひと      | レフリー                       | 2012 TRUE GRIT GUAM RUGBY INTERNATIONAL TOURNAMENT                     | 10人制男子                              | [ 77 ]                                                 |
| 2013年4月            | 清水塁            | レフリー                       | 2013 TRUE GRIT GUAM RUGBY INTERNATIONAL TOURNAMENT                     | 10人制男子                              | [ 78 ]                                                 |
| 2013年5-6月          | 大槻卓            | レフリー                       | IRB Junior World Rugby Trophy 2013                                     | 4試合                                   | [ 79 ]                                                 |
| 2014年5月            | 川崎桜子          | レフリー                       | アムステルダムセブンズ2014（女子7人制）                                | 全日程のうちいくつかの試合              | [ 80 ]                                                 |
| 2014年8月            | 橋元教明          | レフリー                       | 第2回ユースオリンピック競技大会 （男子7人制）                          | 全日程のうちいくつかの試合              | [ 80 ]                                                 |
| 2016年8月            | 大槻卓            | レフリー                       | 2016年リオデジャネイロオリンピック（男子7人制）                        | 全日程のうちいくつかの試合              | [ 81 ]                                                 |
| 2016年8月            | 川崎桜子          | レフリー                       | 2016年リオデジャネイロオリンピック（女子7人制）                        | 全日程のうちいくつかの試合              | [ 81 ]                                                 |
| 2016-2017年          | 橋元教明          | レフリー                       | ワールドラグビーHSBCセブンズシリーズ                                   | 全日程のうちいくつかの試合              | [ 80 ]                                                 |
| 2016-2017年          | 川崎桜子          | レフリー                       | ワールドラグビーHSBCセブンズシリーズ (女子)                            | 全日程のうちいくつかの試合              | [ 80 ]                                                 |
| 2019年9月22日        | 久保修平          | アシスタントレフリー           | ワールドカップ2019                                                     | プール戦（イングランド対トンガ）        | [ 84 ]                                                 |
| 2019年10月6日        | 久保修平          | アシスタントレフリー           | ワールドカップ2019                                                     | プール戦（ニュージーランド対ナミビア）  | [ 85 ]                                                 |
| 2019年10月11日       | 久保修平          | アシスタントレフリー           | ワールドカップ2019                                                     | プール戦（オーストラリア対ジョージア）  | [ 86 ]                                                 |
| 2021年7月26日-31日   | 橋元教明          | マッチオフィシャル             | 2020年東京オリンピック（女子7人制）                                    | 全日程                                  | [ 87 ]                                                 |
| 2023年3月10日        | 滑川剛人          | レフリー                       | U20シックス・ネイションズ・チャンピオンシップ                          | スコットランド対アイルランド            | [ 88 ]                                                 |
| 2023年3月19日        | 滑川剛人          | アシスタントレフリー           | U20シックス・ネーションズ・チャンピオンシップ                          | スコットランド対イタリア                | [ 88 ]                                                 |
| 2023年3月31日-4月2日 | 桑井亜乃          | マッチオフィシャル             | HSBCワールドラグビー・セブンズシリーズ2023女子香港大会                 | 全日程                                  | [ 89 ]                                                 |
| 2023年4月20日-30日   | 桑井亜乃          | マッチオフィシャル             | ワールドラグビー・セブンズチャレンジャーシリーズ2023（南アフリカ大会） | 全日程                                  | [ 89 ]                                                 |
| 2023年10月13日-28日  | 桑井亜乃          | マッチオフィシャル             | WXV 3（2023年第1回ドバイ大会）                                         | 全日程                                  | [ 90 ] [ 91 ]                                          |
| 2023年10月21日       | 桑井亜乃          | レフリー                       | WXV 3（2023年第1回ドバイ大会）                                         | アイルランド対コロンビア                | [ 91 ]                                                 |
| 2024年3月7日         | 滑川剛人 古瀬健樹 | レフリー/ アシスタントレフリー | U20 Six Nations 2024                                                   | ウェールズU20対フランスU20              | [ 92 ]                                                 |
| 2024年3月15日        | 滑川剛人 古瀬健樹 | レフリー/ アシスタントレフリー | U20 Six Nations 2024                                                   | アイルランドU20対スコットランドU20      | [ 92 ]                                                 |
| 2024年3月20日        | 近藤雅喜          | レフリー                       | 2023年度高校日本代表イタリア遠征                                       | 高校日本代表対イタリアU19               | [ 93 ]                                                 |
| 2024年7月24日-30日   | 桑井亜乃          | マッチオフィシャル             | 2024年パリオリンピック                                                 | 全日程                                  | 選手(2016年)・レフリー両方でオリンピック出場は、世界初 |
| 2025年7月            | 滑川剛人          | アシスタントレフリー           | 2025年 半ばのラグビーユニオン国際試合                                  | ニュージーランド対フランス（2試合担当） | [ 97 ]                                                 |

## アジアラグビー パネルオフィシャル
アジアラグビーでの国際試合において、マッチオフィシャルに選抜された日本人。「パネル」とは「選抜された」という意味。

### 2025年
出典：
- アジアラグビー エリートパネル2025：池田韻、伊吹春香、平川哲也、桑井亜乃、古瀬健樹、山内昂輝、滑川剛人
- アジアラグビー TMOパネル2025：川原佑、大槻卓